# 伊比利亚火腿

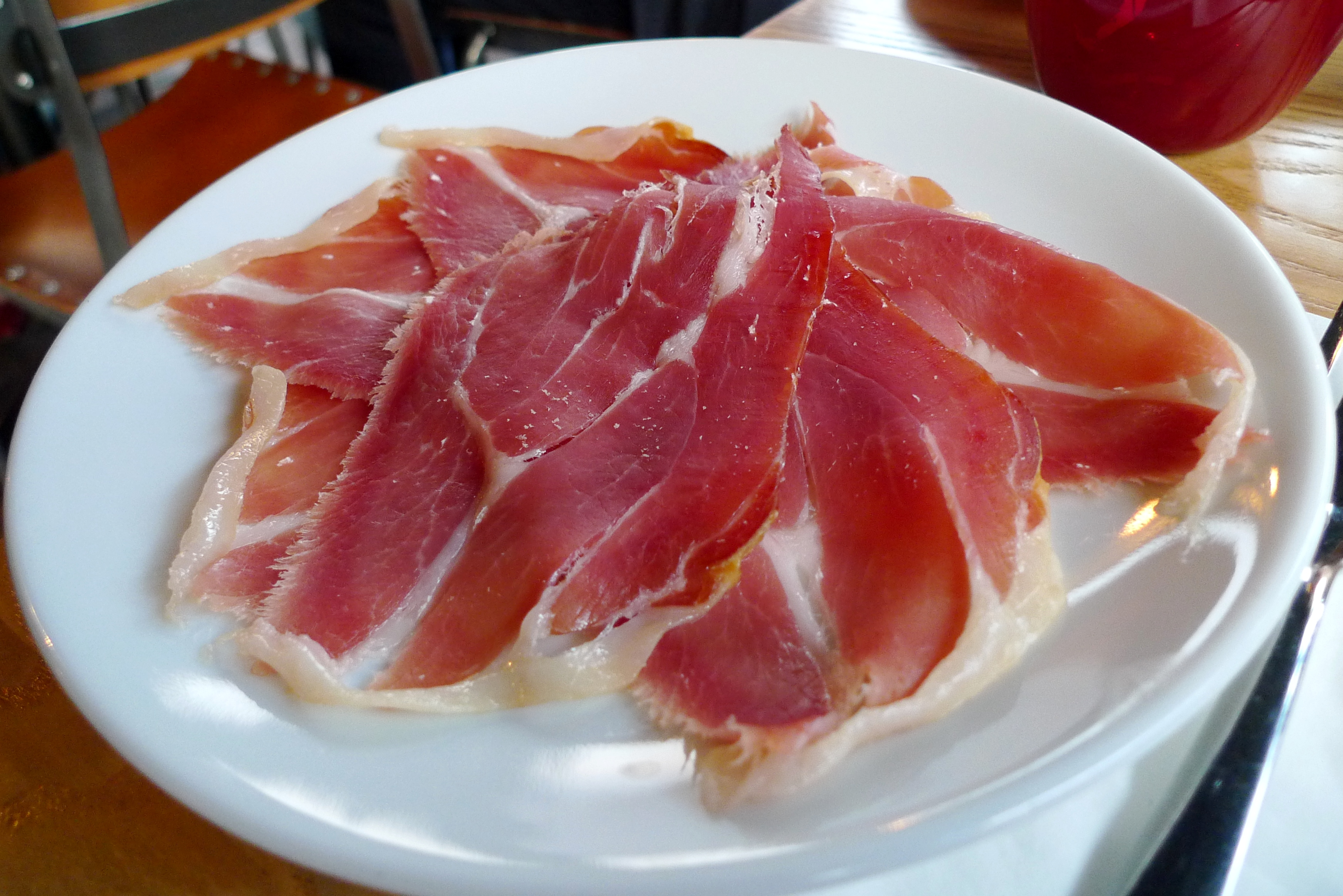
切片後的伊比利亚火腿

伊比利亚火腿（Jamón ibérico，發音：[xaˈmon iˈβeɾiko]）是一种西班牙传统的醃製火腿，在该国的美食中占据决定性的地位。它来自伊比利亚种的猪品种（Cerdo ibérico）。

## 地理
伊比利亚猪主要位在西班牙中西部（萨拉曼卡省、埃斯特雷马杜拉自治区）及安达卢西亚地区北部的林间牧地畜养的。该地区为典型的地中海自然环境，包含有广阔的牧场及青橡树和西班牙栓皮栎为主的林木。在广阔的牧场里散养的猪的主要食物来源是这些林木的果实——橡果（bellotas）。而橡果是获得真正的橡果伊比利亚火腿的必不可少条件。
每年秋天，从10月到翌年1月，橡果结实（montanera），伊比利亚小猪被放养在长满橡树的牧场（Dehesa）上，自由地奔跑生长、觅食，以橡果（600－800公斤/只）为主食，也吃野草、香草以及橄榄，因此肉质风味特别，口感细腻，香气浓郁。这些猪养肥了以後，在秋天宰杀，被製为火腿，至少风乾24个月，最佳为风乾48个月。

## 法定产区
伊比利亚火腿经2002年10月15日颁布的1083/2001皇家法令及2007年11月2日颁布的1469/2007皇家法令得以规范化。
伊比利亚火腿的称号被用于源自伊比利亚猪种的火腿。该猪种或全身黑色或是蹄为黑色，即人们通称的“黑蹄”（Pata Negra，但此非官方说法，因为欧洲其它地区的猪种也有全身黑色或是蹄黑色，却与伊比利亚种不同）。
伊比利亚火腿的法定產區是：

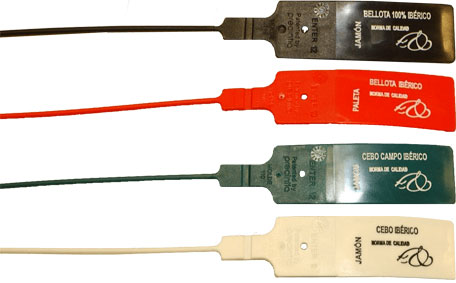
伊比利亚火腿使用的不同颜色的封口标签

- 吉胡埃洛（Jamón Ibérico D.O. Jamón de Guijuelo），是萨拉曼卡省的吉胡埃洛镇生产的伊比利亚火腿。
- 依韦尔瓦省（Jamón Ibérico D.O. Jamón de Huelva），是产於巴達霍斯、卡塞雷斯、塞维利亚、加的斯、马拉加和韦尔瓦的伊比利亚火腿。
- 洛斯培德罗切斯（Jamón Ibérico D.O.P. Los Pedroches），是产於科爾多瓦省的阿达穆斯、奥尔纳丘埃洛斯、波萨达斯、奥韦霍、蒙托罗、比利亚阿尔塔和比利亚维西奥萨的伊比利亚火腿。
- 埃斯特雷马杜拉（Jamón Ibérico D.O. Dehesa de Extremadura），是产於埃斯特雷马杜拉的伊比利亚火腿。

## 分级
为符合伊比利亚产区法令，伊比利亚火腿必须来自伊比利亚猪种，而伊比利亚猪种又细分为二：
- 100％纯伊比利亚猪种（100% ibérico），基因纯度100％的伊比利亚品种
- 伊比利亚猪种（Ibérico），基因纯度50%以上的伊比利亚品种

伊比利亚火腿分为4级：
- 填喂型伊比利亚火腿（Jamón Ibérico de cebo），产品来自经喂食蔬菜及谷物的伊比利亚猪种；
- 复合填喂放牧伊比利亚火腿（Jamón Ibérico de Cebo Campo），产品来自经被圈养在农场的伊比利亚猪种，但是在宰杀前最少曾在牧场度过60天的放牧生活。封口标签颜色是绿色；
- 复合放牧填喂伊比利亚火腿（Jamón Ibérico de Recebo），产品来自放养在牧场的比利亚猪种，但是，放养之後，再以饲料和谷物养肥，肉质还是稍微带有橡果纯朴而芳香的味道。封口标签颜色是白色；
- 橡果伊比利亚火腿（Jamón Ibérico de Bellota），产品来自放养于Dehesa牧场而且100%食橡果的伊比利亚猪种。如果是100%纯伊比利亚猪种，封口标签颜色是黑色，如果是伊比利亚猪种，封口标签颜色是红色。

## 生产
分以下步骤：
1. 切割、修整（Despiece-Perfilado）：猪腿切割後放血，然後除去猪腿皮面的残毛和污物，接着冷藏，让腿内温度保持在0-1ºC之间；
2. 盐腌：埋藏在海盐中，利用盐来脱水，时间视重量而定；
3. 腌渍：把腌过的猪腿放置40－60天，让盐分渗透到猪腿里面，使里面的水分渗透到猪腿的表面而慢慢蒸发；
4. 洗腿：用热水刷洗，把猪腿表面剩餘的盐分刷掉；
5. 风乾：保持温度，让火腿自然风乾6－9个月；
6. 陈酿：风乾之後，放进地窖陈酿，保持温度和相对湿度。

依据陈酿（腌制）时间的长短，可以分成三个等级：Bodega、Reserva和Gran Reserva。 

## 圖集

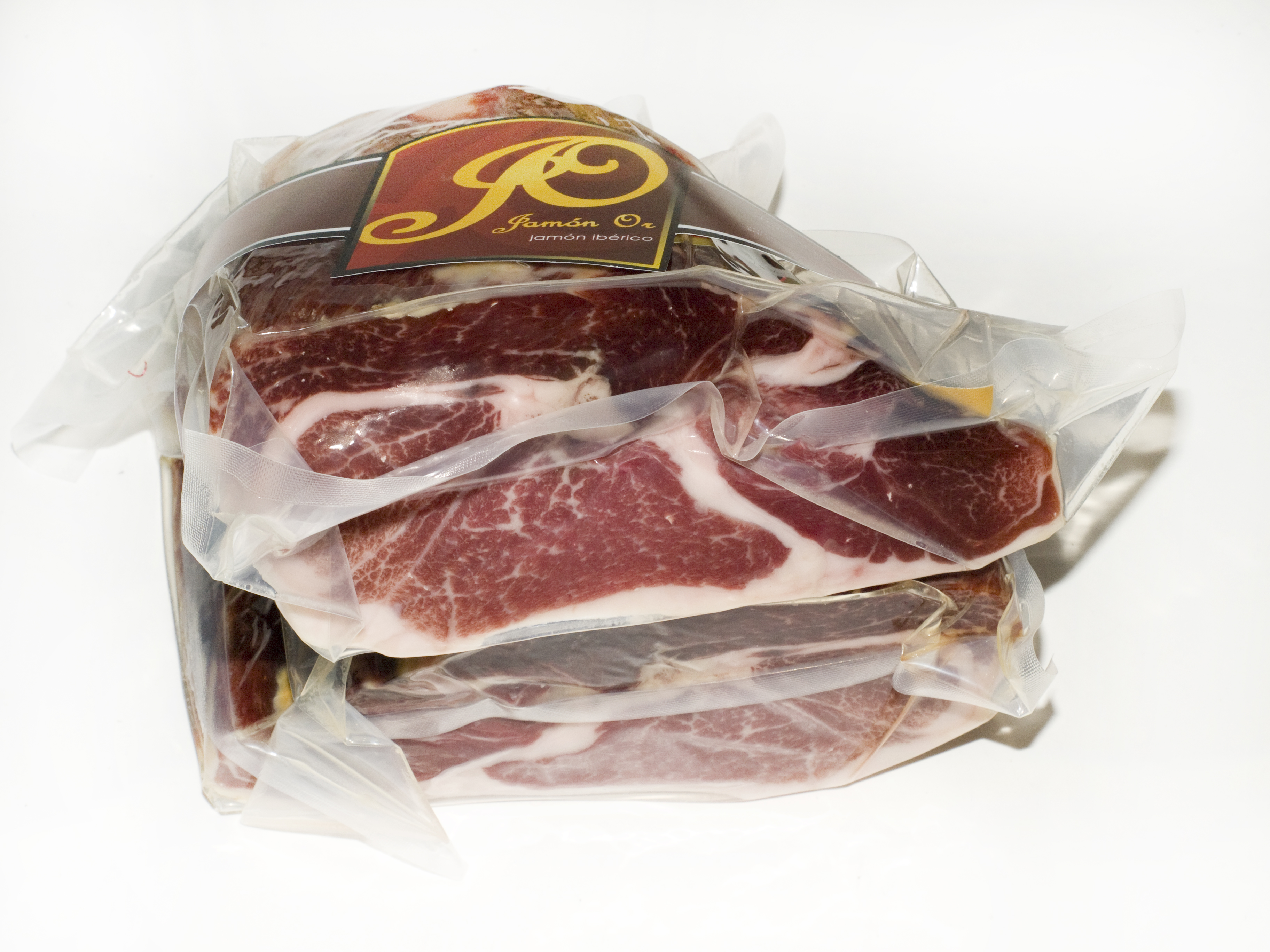
真空包裝的火腿
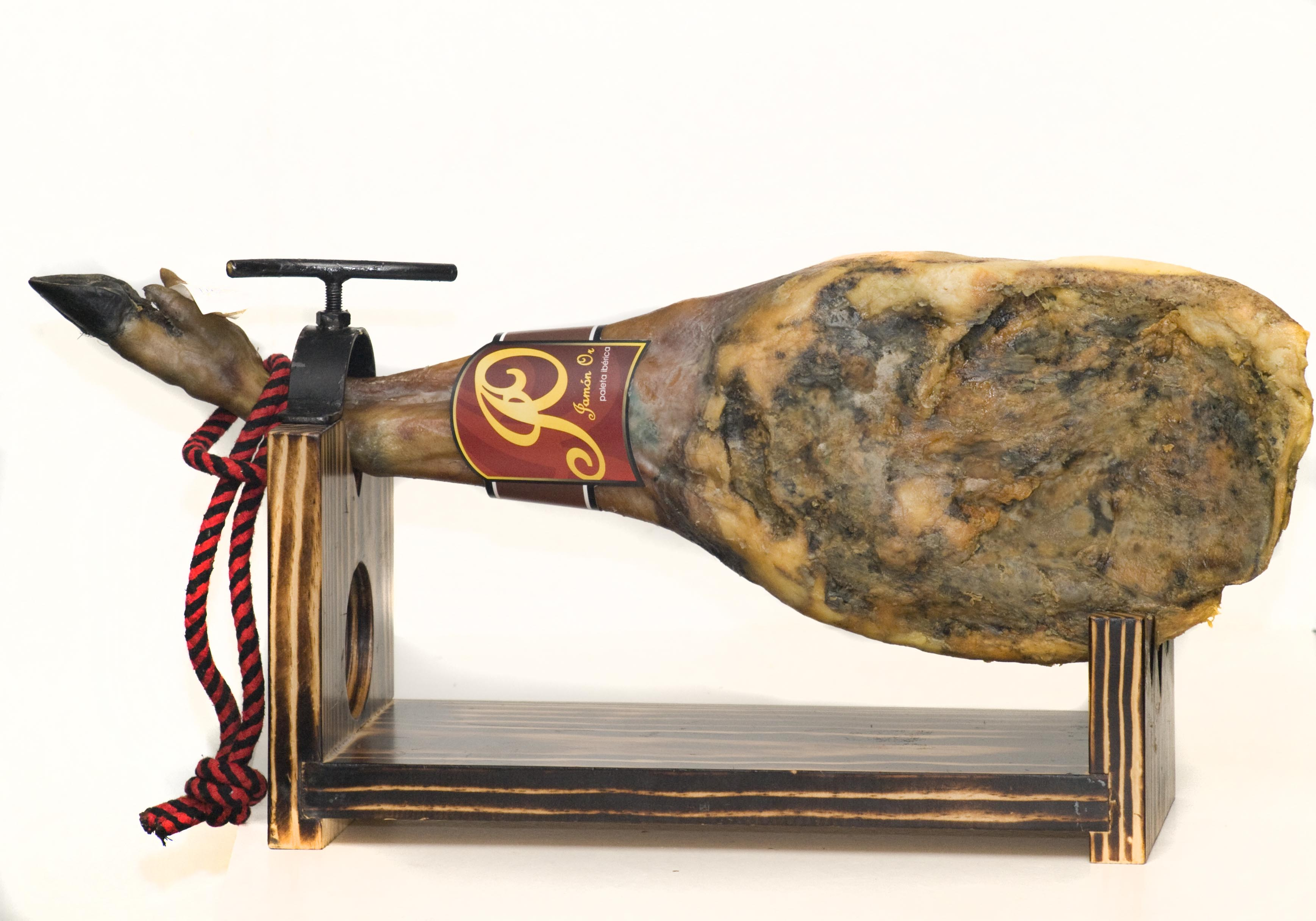
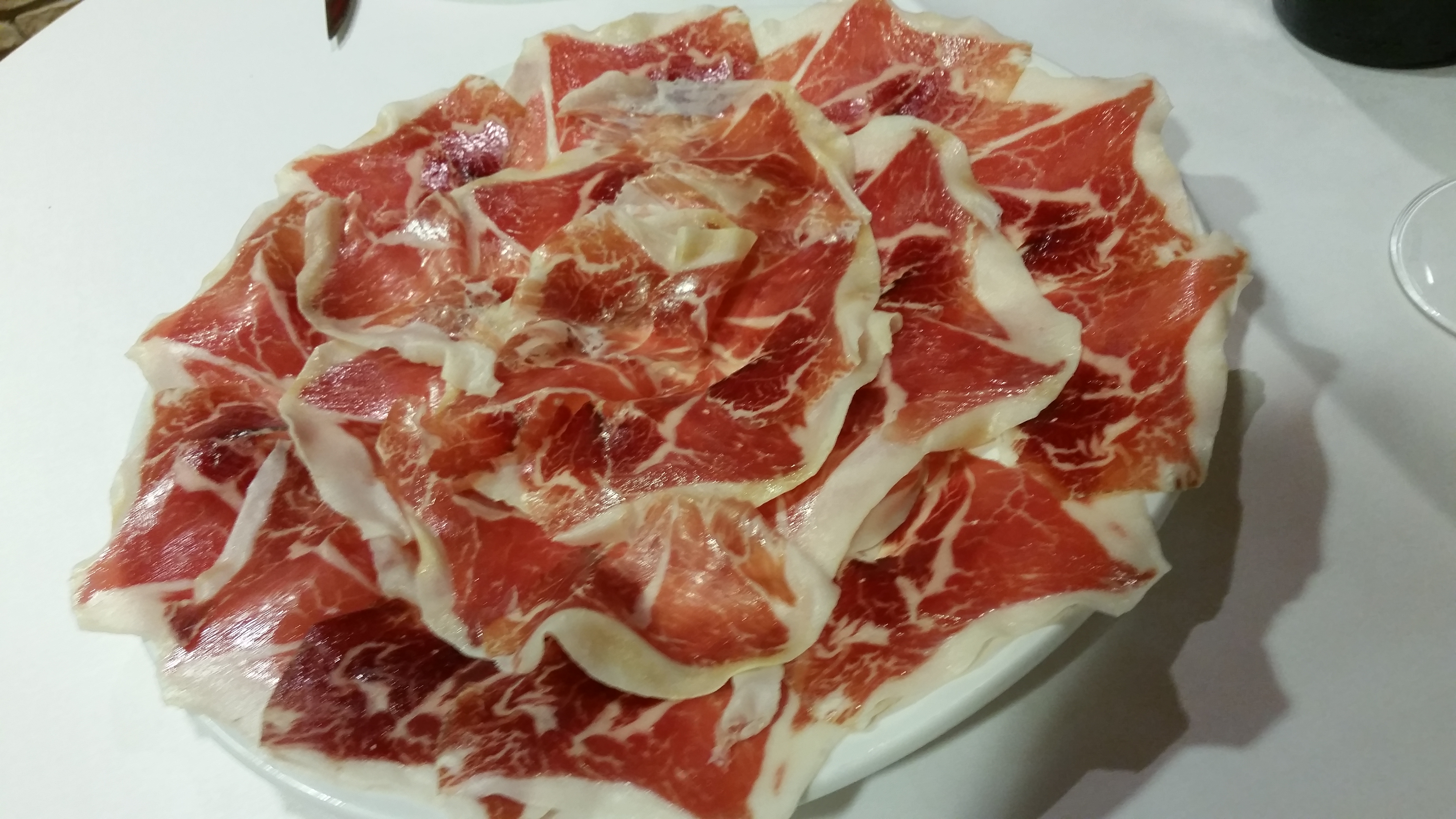
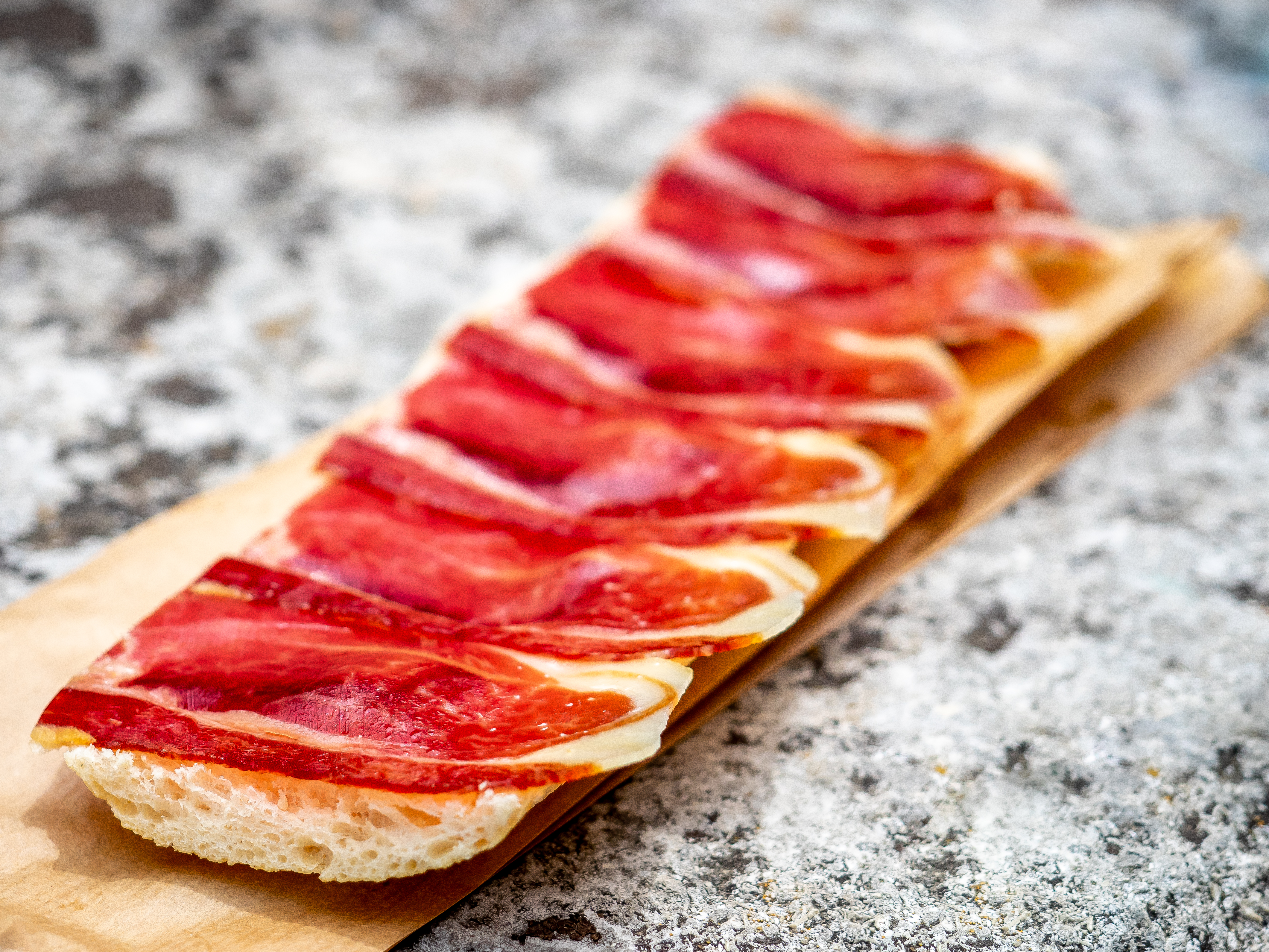
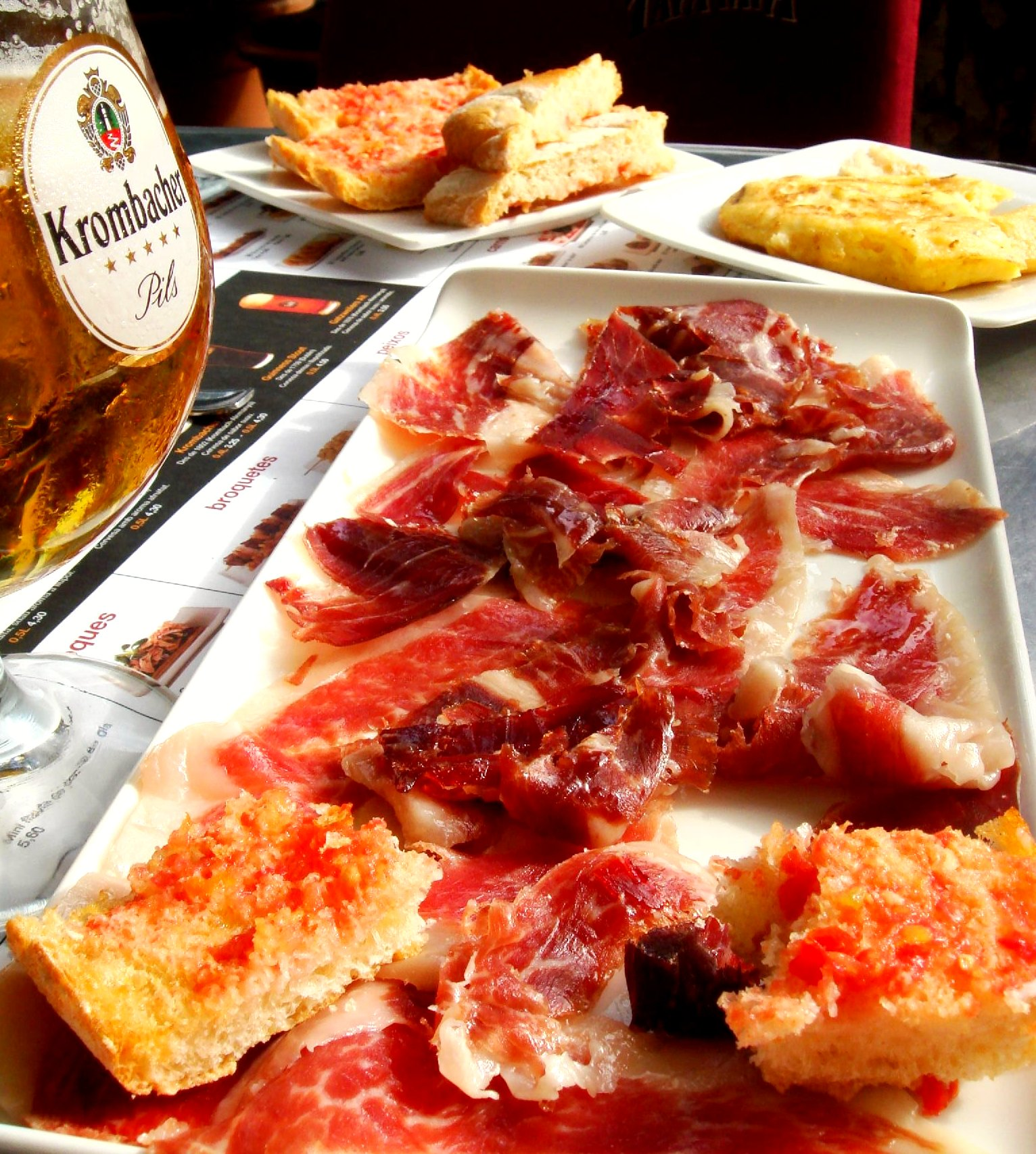
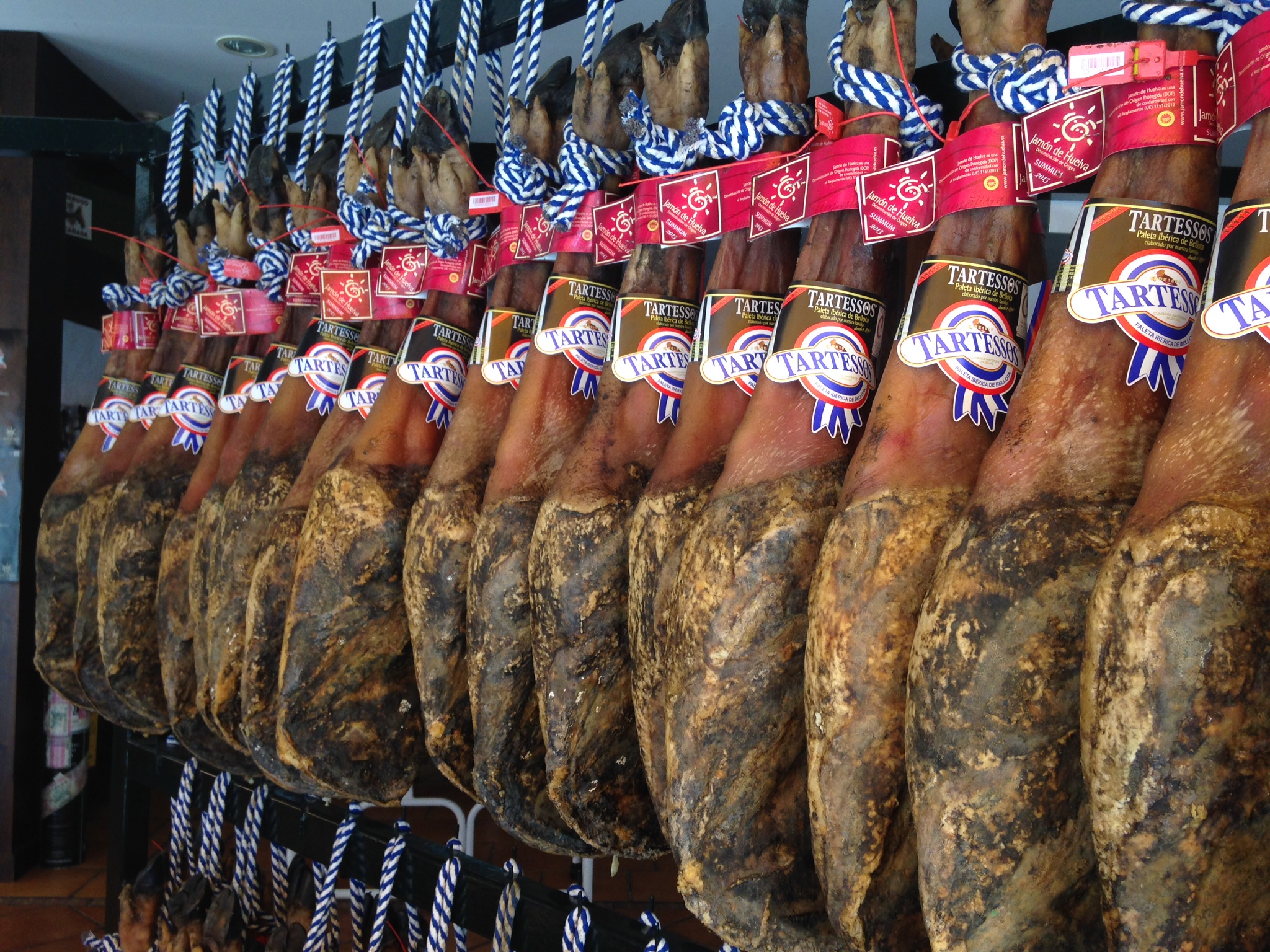